# تشارلز برتراند لويس
تشارلز برتراند لويس (بالإنجليزية: Charles Bertrand Lewis)‏ هو كاتب أمريكي، ولد في 15 فبراير 1842 في Liverpool Township, Medina County, Ohio ‏ في الولايات المتحدة، وتوفي في 21 أغسطس 1924.